# Clásica de San Sebastián
Clásica de San Sebastián er et cykelløb som har været arrangeret hver sommer siden 1981 rundt om San Sebastián i Baskerlandet i Spanien. Det er traditionelt et løb for bjergryttere.
Clásica de San Sebastián er berømt for dets spektakulære udsigt over kystlinjen, og det kuperede tærren som opmuntrer til aggressiv kørsel. Det nuværende løb er cirka 227 kilometer.

## Vindere
| År   | Vinder                         | Toer                  | Treer               |        |
| ---- | ------------------------------ | --------------------- | ------------------- | ------ |
| 1981 | Marino Lejarreta               | Graham Jones          | Faustino Rupérez    |        |
| 1982 | Marino Lejarreta               | Jesús Rodríguez Magro | Pedro Delgado       |        |
| 1983 | Claude Criquielion             | Antonio Coll          | Reimund Dietzen     |        |
| 1984 | Niki Rüttimann                 | Reimund Dietzen       | Celestino Prieto    |        |
| 1985 | Adrie van der Poel             | Iñaki Gastón          | Juan Fernández      |        |
| 1986 | Iñaki Gastón                   | Marino Lejarreta      | Juan Fernández      |        |
| 1987 | Marino Lejarreta               | Ángel Arroyo          | Federico Echave     |        |
| 1988 | Gert-Jan Theunisse             | Enrique Aja           | Steven Rooks        |        |
| 1989 | Gerhard Zadrobilek             | Francisco Antequera   | Tony Rominger       |        |
| 1990 | Miguel Indurain                | Laurent Jalabert      | Seán Kelly          |        |
| 1991 | Gianni Bugno                   | Pedro Delgado         | Maurizio Fondriest  |        |
| 1992 | Raúl Alcalá                    | Claudio Chiappucci    | Eddy Bouwmans       |        |
| 1993 | Claudio Chiappucci             | Gianni Faresin        | Alberto Volpi       |        |
| 1994 | Armand de Las Cuevas           | Lance Armstrong       | Stefano Della Santa |        |
| 1995 | Lance Armstrong                | Stefano Della Santa   | Johan Museeuw       |        |
| 1996 | Udo Bölts                      | Stefano Cattai        | Massimo Podenzana   |        |
| 1997 | Davide Rebellin                | Oleksandr Honchenkov  | Stefano Colagè      |        |
| 1998 | Francesco Casagrande           | Axel Merckx           | Leonardo Piepoli    |        |
| 1999 | Francesco Casagrande           | Rik Verbrugghe        | Giuliano Figueras   |        |
| 2000 | Erik Dekker                    | Andrei Tchmil         | Romāns Vainšteins   |        |
| 2001 | Laurent Jalabert               | Francesco Casagrande  | Davide Rebellin     |        |
| 2002 | Laurent Jalabert               | Igor Astarloa         | Gabriele Missaglia  |        |
| 2003 | Paolo Bettini                  | Ivan Basso            | Danilo Di Luca      |        |
| 2004 | Miguel Ángel Martín Perdiguero | Paolo Bettini         | Davide Rebellin     |        |
| 2005 | Constantino Zaballa            | Joaquim Rodríguez     | Eddy Mazzoleni      |        |
| 2006 | Xavier Florencio               | Stefano Garzelli      | Andrej Kasjetjkin   |        |
| 2007 | Leonardo Bertagnolli           | Juan Manuel Gárate    | Alejandro Valverde  |        |
| 2008 | Alejandro Valverde             | Aleksandr Kolobnev    | Davide Rebellin     |        |
| 2009 | Roman Kreuziger                | Mickaël Delage        | Peter Velits        |        |
| 2010 | Luis León Sánchez              | Alekszandr Vinokurov  | Carlos Sastre       |        |
| 2011 | Philippe Gilbert               | Carlos Barredo        | Greg Van Avermaet   |        |
| 2012 | Luis León Sánchez              | Simon Gerrans         | Gianni Meersman     |        |
| 2013 | Tony Gallopin                  | Alejandro Valverde    | Roman Kreuziger     |        |
| 2014 | Alejandro Valverde             | Bauke Mollema         | Joaquim Rodríguez   |        |
| 2015 | Adam Yates                     | Philippe Gilbert      | Alejandro Valverde  |        |
| 2016 | Bauke Mollema                  | Tony Gallopin         | Alejandro Valverde  |        |
| 2017 | Michał Kwiatkowski             | Tony Gallopin         | Bauke Mollema       |        |
| 2018 | Julian Alaphilippe             | Bauke Mollema         | Anthony Roux        |        |
| 2019 | Remco Evenepoel                | Greg Van Avermaet     | Marc Hirschi        |        |
| 2020 | aflyst                         | aflyst                | aflyst              | aflyst |
| 2021 | Neilson Powless                | Matej Mohorič         | Mikkel Honoré       |        |
| 2022 | Remco Evenepoel                | Pavel Sivakov         | Tiesj Benoot        |        |
| 2023 | Remco Evenepoel                | Pello Bilbao          | Aleksandr Vlasov    |        |
| 2024 | Marc Hirschi                   | Julian Alaphilippe    | Lennert Van Eetvelt |        |

### Sejre pr. nation
| Land           | Ryttere | Seneste sejr | Sejre |
| -------------- | --- | ------------ | ----- |
| Spanien        | Marino Lejarreta (3) Alejandro Valverde (2) Luis Leon Sanchez (2) Miguel Indurain (1) Inaki Gaston (1) Miguel Perdiguero (1) Constantino Zaballa (1) Xavier Florencio (1) Carlos Barredo (1) | 2014         | 13    |
| Italien        | Francesco Casagrande(2) Gianni Bugno (1) Claudio Chiapucci (1) Davide Rebellin (1) Paolo Bettini (1) Leonardo Bertagnolli (1)                                                                | 2007         | 7     |
| Frankrig       | Laurent Jalabert (2) Armand De LasCuevas (1) Tony Gallopin (1) Julian Alaphillipe (1) | 2018         | 5     |
| Holland        | Adri Van Der Poel (1) Gert-Jan Theunisse (1) Erik Dekker (1) Bauke Mollema (1) | 2016         | 4     |
| Belgien        | Remco Evenepoel (2) Claude Criquielion(1) Phillipe Gilbert (1) | 2011         | 4     |
| USA            | Lance Armstrong (1) Neilson Powless (1) | 1995         | 2     |
| Schweitz       | Niki Rüttimann (1) | 1984         | 1     |
| Østrig         | Gerhard Zadrobilek (1) | 1989         | 1     |
| Mexico         | Raul Alcala (1) | 1992         | 1     |
| Tyskland       | Udo Bölts (1) | 1996         | 1     |
| Storbritannien | Adam Yates (1) | 2015         | 1     |
| Polen          | Michal Kwiatkowski (1) | 2017         | 1     |